# Solanum hintonii
Espèce
Solanum hintonii est une espèce de plantes herbacées tubéreuses de la famille des Solanaceae. Cette espèce, vivace par ses tubercules, est originaire du Mexique. Elle est apparentée à la pomme de terre cultivée mais contrairement à celle-ci est diploïde (2n = 2x = 24).